# Van Gend en Loos v Nederlandse Administratie der Belastingen
Van Gend en Loos v Nederlandse Administratie der Belastingen (1963) Caso 26/62 è un'importante sentenza della Corte di giustizia dell'Unione Europea, la quale stabilì che le norme del Trattato istitutivo della Comunità Economica Europea erano in grado di creare diritti soggettivi in capo alle persone fisiche e giuridiche, esercitabili nell'ordinamento dello Stato membro e meritevoli di tutela di fronte al giudice nazionale. Questi diritti sono attribuiti dall'ordinamento europeo senza bisogno di intervento da parte degli Stati.
La sentenza ha, dunque, stabilito il principio dell'efficacia diretta di tali norme.
Essa rappresenta una pietra miliare nell'evoluzione dell'Unione europea. In seguito, la sentenza Costa c ENEL (n. 6/64, EU:C:1964:66, pag. 1144) e il parere n. 1/09 (EU:C:2011:123, punto 65) stabilirono che i Trattati fondativi dell’Unione hanno dato vita ad un ordinamento giuridico nuovo, che riconosce come soggetti non soltanto gli Stati, ma anche i loro cittadini, diversamente da quanto accade per i trattati internazionali ordinari.